# 毛叶豆瓣绿
毛叶豆瓣绿（学名：Peperomia tetraphylla var. sinensis）为胡椒科草胡椒属下的一个变种。

## 扩展阅读
- 維基物種上的相關：毛叶豆瓣绿